# It's Time (Max Roach)
| Recensione | Giudizio |
| ---------- | -------- |
| AllMusic   | [ 1 ]    |

It's Time è un album discografico a nome di Max Roach His Chorus and Orchestra, pubblicato dalla casa discografica Impulse! Records nell'agosto del 1962.

## Tracce
Lato A
1. It's Time – 6:44 (Max Roach) – Registrato il 15 febbraio 1962
2. Another Valley – 8:53 (Max Roach) – Registrato il 26 febbraio 1962
3. Sunday Afternoon – 6:03 (Max Roach) – Registrato il 27 febbraio 1962

Durata totale: 21:40
Lato B
1. Living Room – 7:52 (Max Roach) – Registrato il 15 febbraio 1962
2. The Profit – 6:31 (Max Roach) – Registrato il 26 febbraio 1962
3. Lonesome Lover – 7:03 (Max Roach) – Registrato il 27 febbraio 1962

Durata totale: 21:26

## Musicisti
It's Time / Another Valley / Living Room / The Profit
- Max Roach - batteria, arrangiamenti
- Clifford Jordan - sassofono tenore
- Mal Waldron - pianoforte
- Richard Williams - tromba
- Julian Priester - trombone
- Art Davis - contrabbasso
- Earl Baker - voce
- Coleridge-Taylor Perkinson - conduttore cori
- coro composto da 16 elementi

Sunday Afternoon / Lonesome Lover
- Max Roach - batteria, arrangiamenti
- Clifford Jordan - sassofono tenore
- Mal Waldron - pianoforte
- Richard Williams - tromba
- Julian Priester - trombone
- Art Davis - contrabbasso
- Earl Baker - voce
- Abbey Lincoln - voce (brano: Lonesome Lover)
- Coleridge-Taylor Perkinson - conduttore cori
- coro composto da 16 elementi

Note aggiuntive
- Bob Thiele - produttore
- Registrazioni effettuate il 15, 26 e 27 febbraio 1962 al Fine Recording Ballroom Studio A di New York
- George Piros - ingegnere delle registrazioni
- Rudy Van Gelder - riregistrazioni e masterizzazione originale
- Prophet - cover art
- Flynn/Viceroy - design copertina LP
- Joe Lebow - liner design copertina
- Chuck Stewart - fotografie[2]